# 上海生死劫
《上海生死劫》（又名《申江夢迴》）是女作家郑念的一部自传，最早于1986年出版了英文版，随后该书被译为多种文字在各国出版。在书中郑念记述了从文化大革命开始到1980年代初出国这段时间的个人经历。从1966年上海红卫兵以革命的名义对她进行抄家和逮捕，她在看守所单人牢房长达六年半的拘禁过程，和她由于始终不承认各种指控，坚持自己无罪，而受到的监狱当局的种种迫害和她对此进行的抗争直到出狱。1973年她出狱后，得知自己的独生女儿郑梅平早已在自己入狱后不久受迫害而死，继而努力查找女儿死因的过程。
她在文革中拒绝承認间谍的罪名并要求当局道歉，此书追述知识分子理想如何被政治粉碎，是根据作者亲身经历写下的回忆录而非小说。

## 中文版
此书最初在1987年出版了英文版，中文版为：
- 《上海生死劫》程乃珊、潘佐君译，中国文化出版公司，1988年10月
- 《上海滩的沉浮》，春风文艺出版社
- 《生死在上海》方耀光、郑培君，方耀楣译，百家出版社，1988年8月
- 《上海生與死》曾國清、陳小安譯，新陸書局，民國81年（1992）8月